# Sphaerostephanos melanorachis
Sphaerostephanos melanorachis är en kärrbräkenväxtart som beskrevs av Holtt. Sphaerostephanos melanorachis ingår i släktet Sphaerostephanos och familjen Thelypteridaceae. Inga underarter finns listade.